# Onthophagus gracilipes
Onthophagus gracilipes är en skalbaggsart som beskrevs av Antoine Boucomont 1914. Onthophagus gracilipes ingår i släktet Onthophagus och familjen bladhorningar. Inga underarter finns listade i Catalogue of Life.